# Claudine Coppin
 (avril 2021).
Si vous disposez d'ouvrages ou d'articles de référence ou si vous connaissez des sites web de qualité traitant du thème abordé ici, merci de compléter l'article en donnant les références utiles à sa vérifiabilité et en les liant à la section « Notes et références ».
Pour les articles homonymes, voir Coppin.
Claudine Coppin, née le 23 décembre 1944 à Paris 20e et décédée le 10 avril 2020 à Libourne, est une chanteuse française des années 1960. 

## Biographie
Elle a enregistré chez Barclay 3 super 45 tours.
Elle est revenue en 1984 avec Charles Trenet, puis en 1990 dans La Chance aux chansons de Pascal Sevran.
Elle a été 3 fois numéro 1 au fameux hit parade de "Salut les copains" avec son tube "Le twist du bac" composé par Guy Mardel en 1963. Egalement comédienne, elle joua avec Philippe Noiret dans une comédie musicale : " un métier en or!"
Après son succès en France, elle part faire une carrière en Espagne de 1965 à 1968 où elle obtint une grande notoriété en tant que chanteuse, actrice, mannequin et présentatrice télé. Elle tourne notamment avec la star du cinéma espagnol José Luis López Vázquez, "40 grados a la sombra" en 1967.
Alors que son aura gagne l'Amérique du Sud, elle est rattrapée par un cancer fulgurant en 1968 à seulement 23 ans.
Le cancer n'aura alors jamais cessé de l'affaiblir pendant tout le reste de sa vie. Cependant, des périodes de rémission lui auront permis de se marier deux fois : une première fois en 1968 avec Alain Raoult avec lequel ils ont une fille Sophie le 21 avril 1971 et une deuxième fois avec Patrice Orsini.
À noter : son grand retour sur scène en 2000 à l'Olympia avec la tournée "Les pionniers du rock".
Claudine Coppin est inhumée au cimetière de Fronsac en Gironde.

## Discographie
- 1963 Barclay : Le twist du bac (le tube), St Trop express, Pop... pop... pop... pie, Ne t'en va pas sans moi
- 1963 Barclay : Rêver d'un garçon, Vous les garçons, Avec toi ma vie commence, C'est pendant les vacances
- 1964 Barclay : La première fois (Gilbert Bécaud), Remets nous la danse, Regarde, Ne va pas danser
- 1965 Polydor : Tus Viajes, Sin Lugar Alguno, Hemos de salvar, Michelle
- 1967 : interprète de la B.O du film "40 grados a la sombra"